# Виварини, Бартоломео
Бартоломе́о Вивари́ни (итал. Bartolommeo Vivarini; известен также как Бартоломео да Мурано; между 1425 и 1432, Мурано — между 1490 и 1499, Венеция) — живописец и скульптор раннего итальянского Возрождения периода кватроченто венецианской школы.

## Биография
Бартоломео родился в Мурано в семье стекольного матера по имени Микеле. В первой половине 1450-х годов (возможно, до середины 1460-х) работал преимущественно со своим старшим братом Антонио. Спорным является вопрос последовал ли он за своим братом и зятем Джованни д’Алеманьей в Падую во время работы над росписями Капеллы Оветари в церкви Эремитани, где он встретил бы Андреа Мантенью, искусство которого на него оказало глубокое влияние.

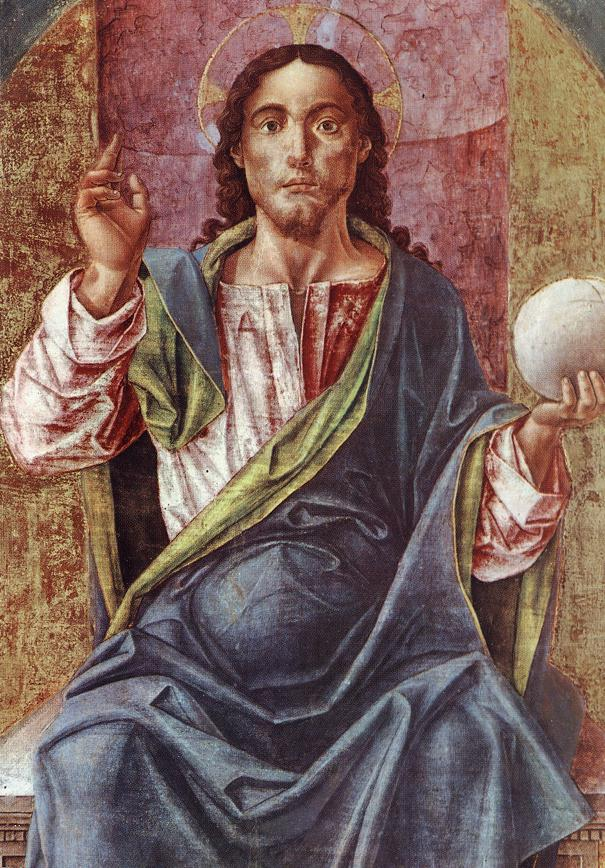
Христос на троне. Деталь. 1450. Дерево, темпера. Муниципальный музей, Бассано-дель-Граппа

Величественный полиптих из двенадцати секций, заказанный папой Николаем V для алтаря церкви Чертоза ди Болонья, датируется 1450 годом, датирован и подписан обоими братьями в надписи на раме под ступенькой трона с образом Мадонны. Критики полагают, что фигуры, всё ещё связанные с интернациональной готической традицией, были созданы рукой Антонио, а Бартоломео был ответственным за введение формальных и пространственных новшеств эпохи Возрождения. Но, в отличие от Антонио, Бартоломео Виварини в ранние годы находился под глубоким влиянием падуанской живописи круга Франческо Скварчоне.
Первая известная работа, которую Бартоломео выполнил самостоятельно, — алтарь Сан-Джованни да Капестрано, на котором написано: «OPUS BARTHOLOMEI. VIVARINI. DE MVRANO. 1459» (ныне находится в Лувре). На нём изображен Святой Франциск Ассизский. Большая часть произведений, созданных в мастерской Виварини на острове Мурано были выполнены по заказу францисканцыфранцисканского ордена.
Наиболее значительная работа этого периода — «Слава Святого Петра», алтарь, написанный для церкви Святого Франциска в Падуе). Большинство творений Виварини выполнены темперой, однако именно он позаимствовал технику живописи маслом у Антонелло да Мессина и в 1473 году создал первую картину маслом, написанную в Венеции. Это большой алтарь, размещённый в базилике Сан-Заниполо, разделённый на девять частей, изображающий Августина и других святых.
Среди последующих работ Виварини большое место занимают изображения Мадонны с Младенцем, одна их таких картин хранится в санкт-петербургском Эрмитаже. Выдающейся считается алтарная картина «Дева Мария на троне» (1465), написанная художником для собора в Бари. В 1472 году написан темперой на дереве образ «Благовещение», в настоящее время картина хранится у алтаря в Церкви Благовещения в городе Модуньо.
Последняя известная датированная работа Виварини — «Святая Варвара» (1490).
На протяжении более чем сорока лет творческой жизни, проходившей в основном в Венеции и её сухопутных владениях, Терраферме, художник всегда оставался связанным со стилем Андреа Мантеньи, характеризующемся чёткими контурами, скульптурными формами и интенсивными и цветами, скорее, как противоположность атмосферным и тональным моделировкам того времени признанного мастера венецианской школы Джованни Беллини.

## Галерея

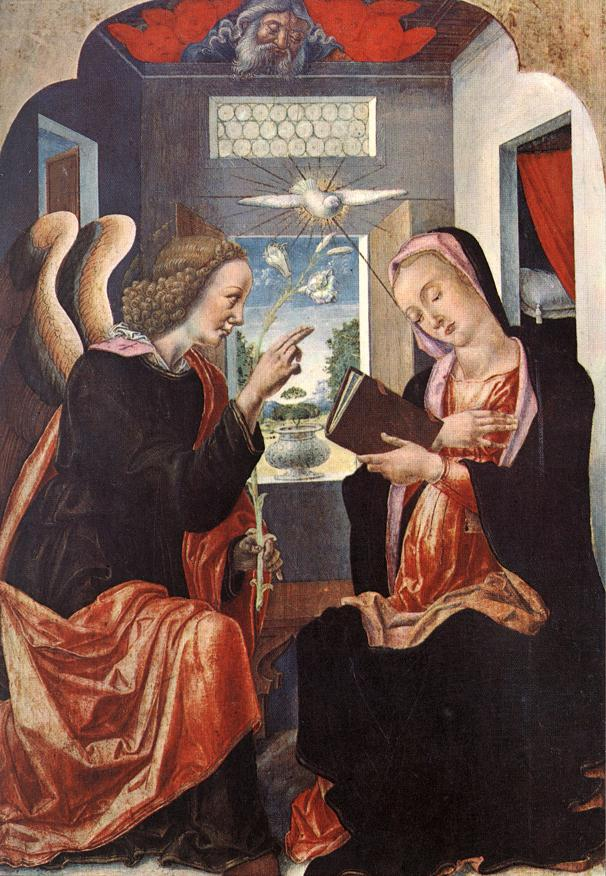
Благовещение. 1472. Дерево, темпера. Церковь Мария-Сантиссима-Аннунциата, Модуньо
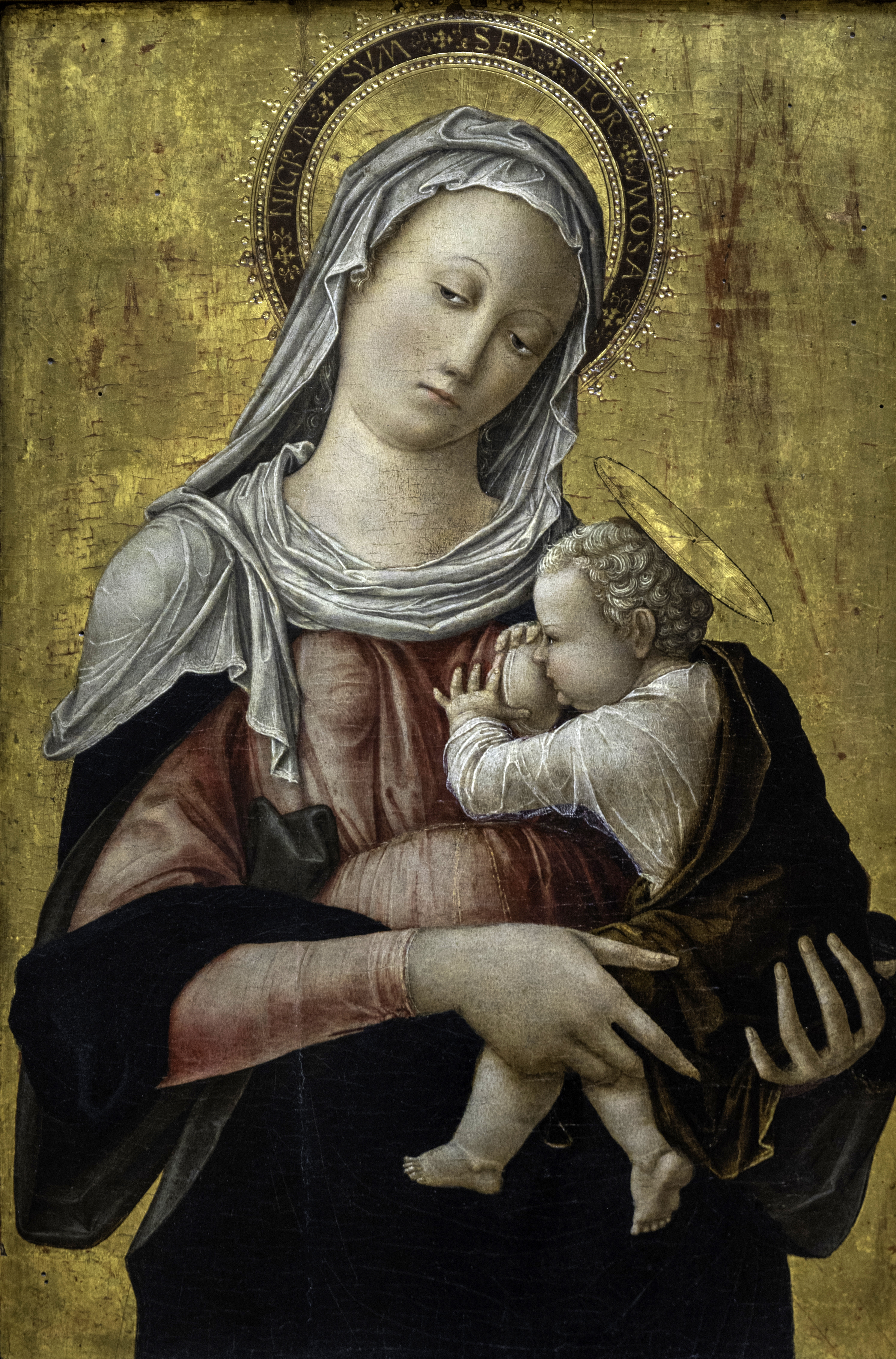
Кормящая Мадонна. Между 1445 и 1499. Дерево, темпера. Лувр, Париж
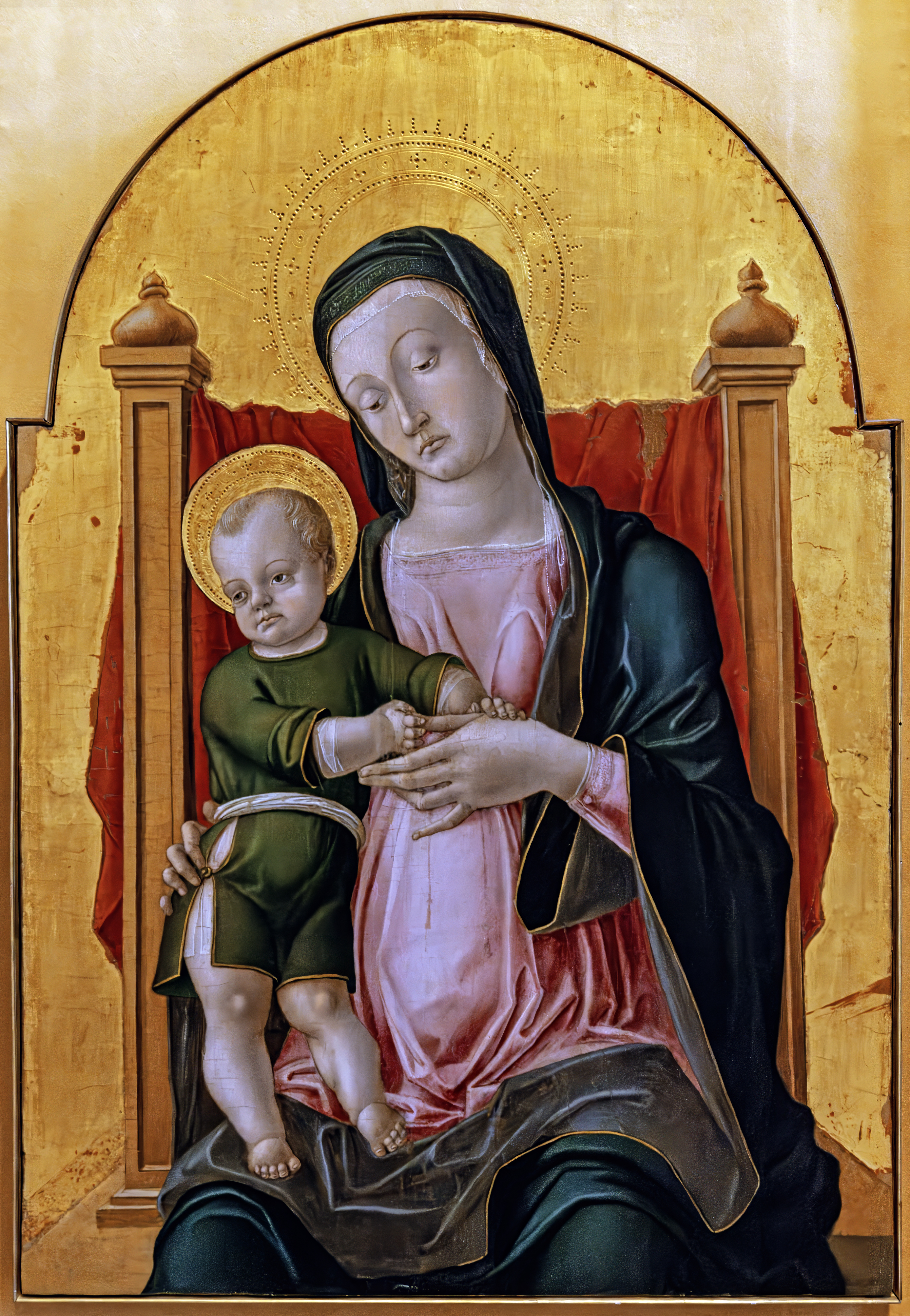
Мадонна с Младенцем. Между 1465 и 1470. Дерево, темпера. Музей Коррер, Венеция
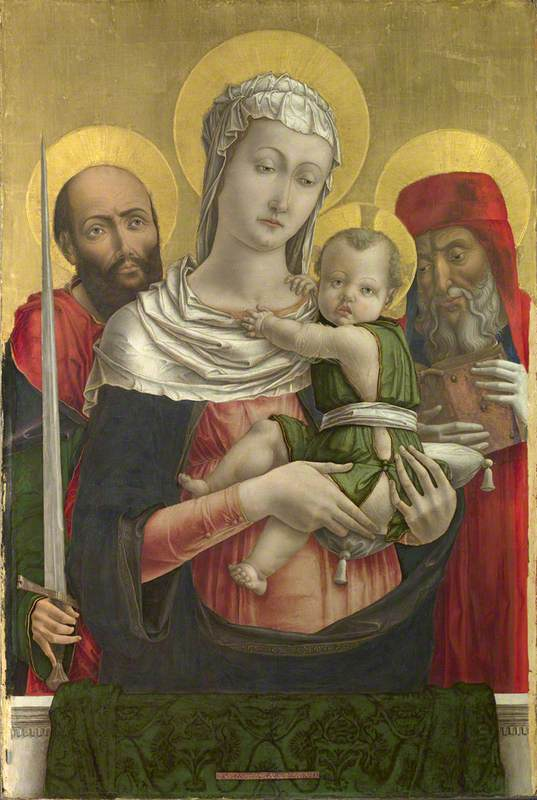
Мадонна со святыми Павлом и Иеронимом. Между 1455 и 1474. Дерево, темпера. Национальная галерея, Лондон
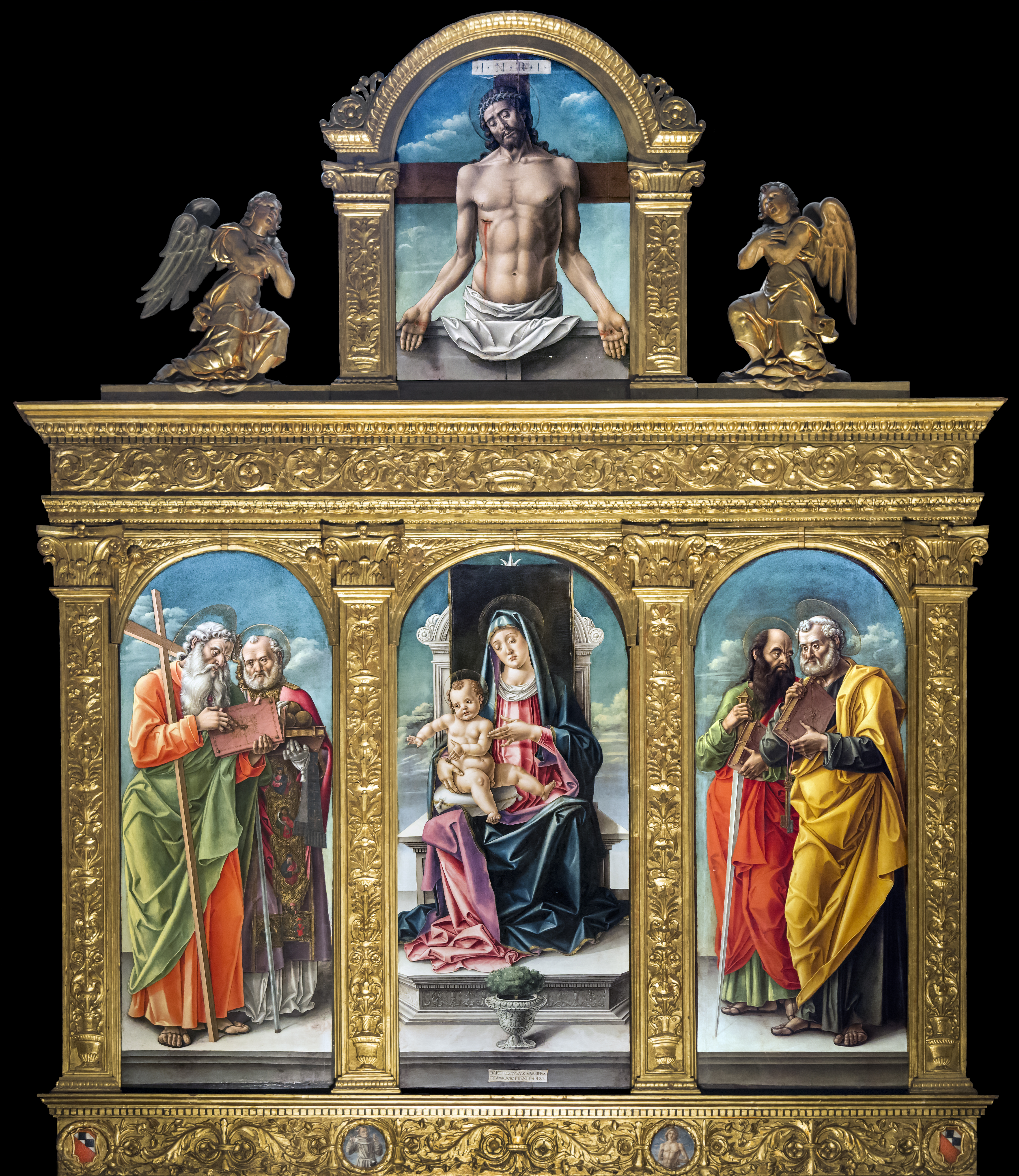
«Полиптих Фрари». Алтарь церкви Санта-Мария-Глорьоза-дей-Фрари. Капелла Бернардо. 1487. Дерево, темпера, золочение. Венеция
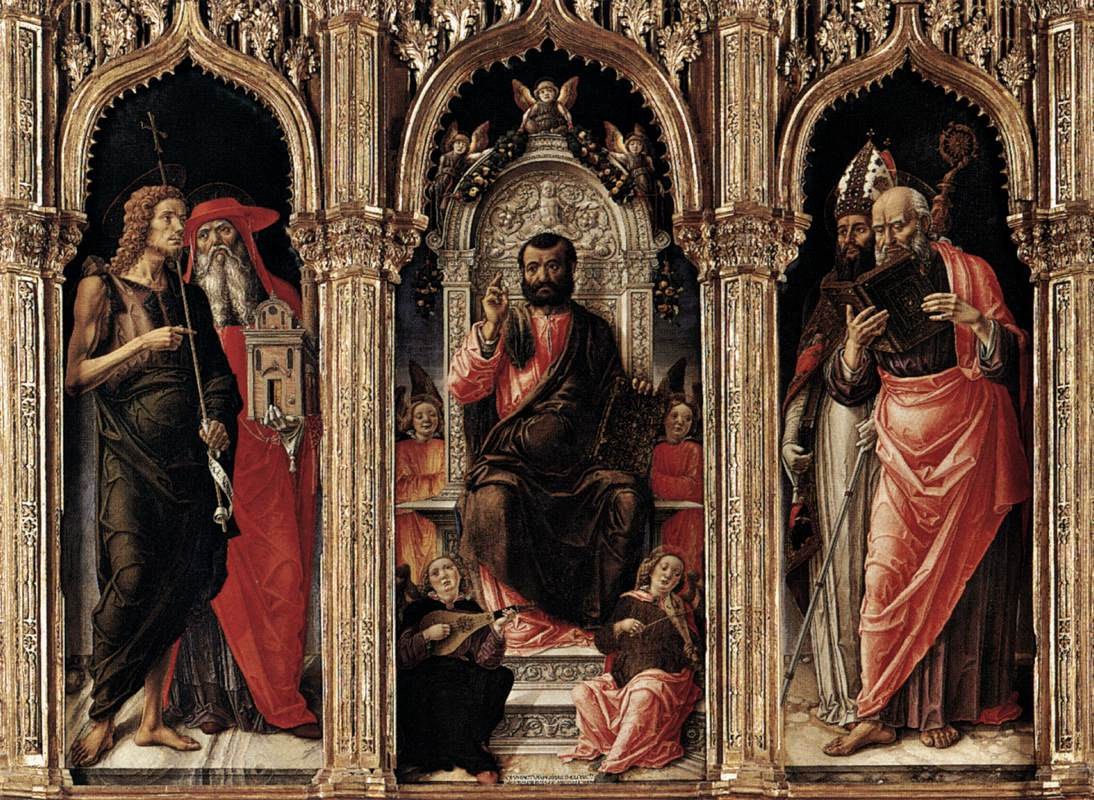
«Алтарь Сан-Марко». Триптих Святого Марка. 1474. Дерево, масло. Церковь Санта-Мария-Глорьоза-дей-Фрари, Венеция
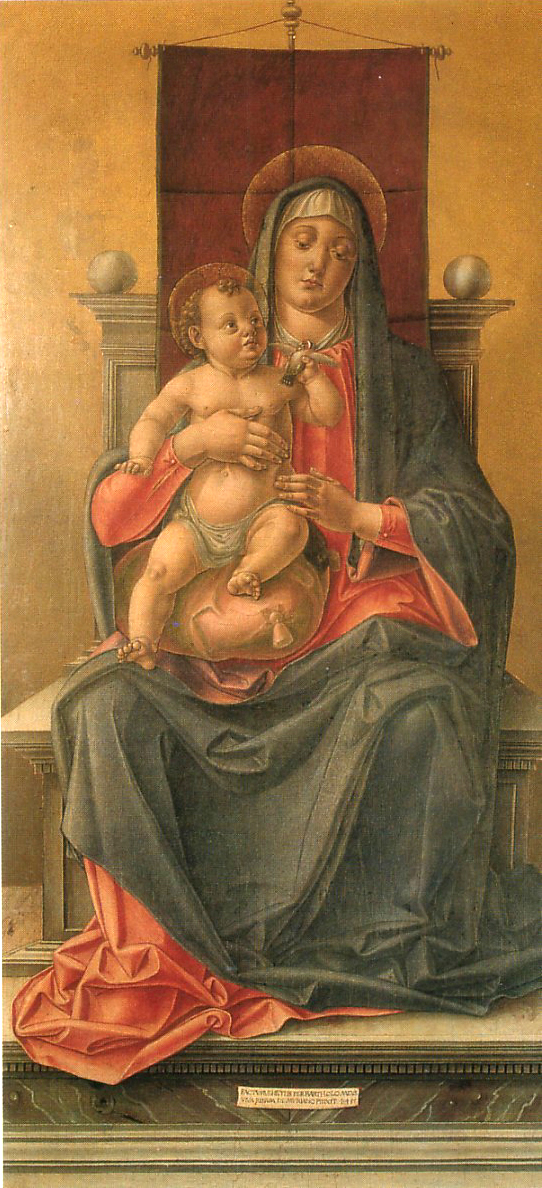
Мадонна с Младенцем на троне. 1485. Дерево, темпера. Альменно-Сан-Бартоломео, Бергамо